# Теория эндогенного роста
Теория эндогенного роста гласит, что экономический рост в основном является результатом эндогенных, а не внешних сил. Теория эндогенного роста утверждает, что инвестиции в человеческий капитал, инновации и знания вносят существенный вклад в экономический рост. Она также фокусируется на положительных внешних эффектах и побочных эффектах экономики, основанной на знаниях, которые ведут к экономическому развитию. Согласно теории эндогенного роста, долгосрочные темпы роста экономики зависят от политических мер. Например, субсидии на исследования и разработки или образование увеличивают скорость роста в некоторых моделях эндогенного роста за счет роста стимулов для инноваций.